# Uzungöl
Uzungöl (Nederlands: Lang meer, Romeyka: Şerahos) is een meer in het zuidoosten van het district Çaykara de provincie Trabzon in het Noordoosten van Turkije. Het meer ligt zo'n 100 kilometer ten zuidoosten van de stad Trabzon, en zo'n 19 kilometer ten zuiden van het dorpje Çaykara. Het meer is ontstaan toen een aardverschuiving een natuurlijke dam opwierp in de Haldizen-rivier.
Uzungöl in in de afgelopen jaren uitgegroeid tot een belangrijke toeristische bestemming in de provincie. In de regio is het veruit de meest toeristische plaats, met enkele souvenirwinkeltjes, vele pensions en restaurants. Ook moeten alle huizen in de vallei zijn afgewerkt met hout, om het authentieke karakter toch enigszins te behouden. Op de berghellingen rond het meer kan men echter nog vele oude woningen en enkele kleine moskeeën bezichtigen. Wegverbredingen hebben in het afgelopen decennium ook enige schade aangericht aan de randen van het meer, dat hiervan nog aan het herstellen is.
Zo'n 15 tot 20 kilometer ten zuidoosten van Uzungöl, nog zo'n kilometer hogerop in het Pontisch Gebergte, liggen nog meer meren aan de Haldizen-rivier. Enkele van deze meren liggen op de Haldizen-yayla, niet ver van de bronnen van de stroom.